# Lowiese Seynhaeve
Lowiese Seynhaeve, née le 29 décembre 1999 en Belgique, est une footballeuse belge.

## Biographie
En avril 2019, elle remporte la Coupe de Belgique avec l'AA Gand Ladies, en battant le Standard de Liège en finale.

## Palmarès
- Vainqueur de la Coupe de Belgique en 2019 avec l'AA Gand Ladies